# Attica (village, New York)
Pour les articles homonymes, voir Attica.
Ne doit pas être confondu avec Attica (New York).
Attica est un village situé dans les comtés de Genesee et de Wyoming, dans l'État de New York, aux États-Unis,. En 2010, il comptait une population de 2 547 habitants.

## Démographie
Lors du recensement de 2010, le village comptait une population de 2 547 habitants. Elle est estimée, en 2019, à 2 404 habitants.